# Dom zakonny cystersów w Winnikach
Dom zakonny cystersów w Winnikach – cysterska placówka duszpasterska w Winnikach w województwie zachodniopomorskim na terenie parafii pod wezwaniem Matki Bożej Królowej Polski w Runowie Pomorskim, filia opactwa wąchockiego, założona w 2005. 
Placówka duszpasterska w Winnikach została utworzona w 2005, kiedy to jeden z mieszkańców Winnik przekazał cystersom 37 ha ziemi wraz z budynkiem do remontu. Pierwszym cystersem wysłanym do pracy w Winnikach był o. Rajmund Guzik OCist z Wąchocka. Wkrótce dołączył do niego jeszcze jeden zakonnik. Na potrzeby domu zakonnego wyremontowany został budynek gospodarczy, w którym powstała również kaplica. Przy wspólnocie funkcjonuje Cysterski Dom Rekolekcyjny oraz świetlica środowiskowa. 9 października 2011 na terenie placówki otwarta została Aleja Różańcowa, którą poświęcił metropolita szczecińsko-kamieński Andrzej Dzięga. Placówka włączona została do Szlaku Cysterskiego w Polsce. W przyszłości planowana jest tu budowa klasztoru.